# Bahacziwka (rejon humański)
Bahacziwka (ukr. Багачівка) – wieś na Ukrainie, w obwodzie czerkaskim, w rejonie humańskim. W 2001 roku liczyła 168 mieszkańców.